# Corey Allen
Corey Allen (29 de junho de 1934 - 27 de junho de 2010) foi um ator e diretor de cinema e televisão norte-americano. Ele começou sua carreira como ator, mas acabou por se tornar um diretor de televisão.